# 扬
Pour les articles homonymes, voir Yáng.
Yáng est la transcription en pinyin des caractères chinois traditionnel 揚 et simplifié 扬.
Son caractère Unicode est 626C.
Ce peut être le prénom de :
- Xiao Yang (1938-), un magistrat et homme politique chinois ;
- Yang Yang (A) (1976-), une patineuse de short-track chinoise ;
- Zhang Yang (1967-), un réalisateur chinois.